# 羅伯特·戈拉伯卡
羅伯特·戈拉伯卡（1994年4月27日—）是一位捷克足球運動員。在場上的位置是防守型中場。他現在效力於捷克足球甲級聯賽球隊布拉格斯拉維亞足球俱樂部。他也代表捷克U21國家隊參賽。